# آن موکورو
آن موکورو (انگلیسی: Ann Mukoro؛ زادهٔ ۲۷ مهٔ ۱۹۷۵) بازیکن فوتبال اهل نیجریه است.
وی همچنین در تیم ملی فوتبال زنان نیجریه بازی کرده‌است.